# Brachyurophis roperi
Brachyurophis roperi là một loài rắn trong họ Rắn hổ. Loài này được Kinghorn mô tả khoa học đầu tiên năm 1931.